# آرورا (میزوری)
آرورا (به انگلیسی: Aurora) شهری در ایالات متحده آمریکا است که در شهرستان لارنس ایالت میزوری واقع شده‌است. آرورا ۱۵٫۴۹ کیلومتر مربع مساحت و ۷٬۵۰۸ نفر جمعیت دارد و ۴۲۷ متر بالاتر از سطح دریا واقع شده‌است.